# Cratere Bender
Bender  è un cratere sulla superficie di Venere. Deve il suo nome ad Heidi Julia Bender, artista statunitense.